# M39 (blindé)
Pour les articles homonymes, voir M39.

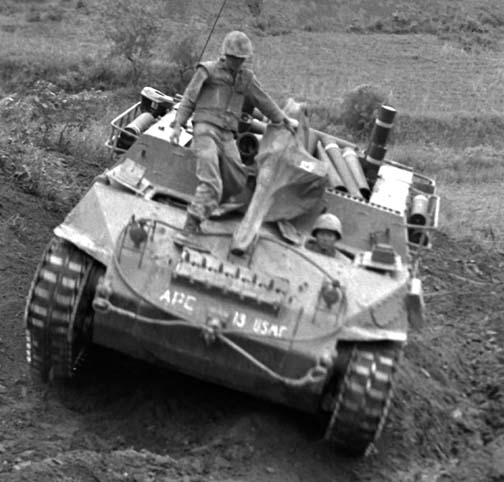
Un M39 en Corée en 1953

Le M39 Armored Utility Vehicule  était un blindé américain conçu pendant la Seconde Guerre mondiale et servit pendant les derniers mois de ce conflit en Europe et pendant la guerre de Corée.
Comme de nombreux autres véhicules de ce type, il est construit à partir d'un châssis existant, celui du chasseur de char
M18 Hellcat. Il ressemble plus qu'aucun autre modèle de la Seconde Guerre mondiale aux blindés d'aujourd'hui, mais n'est pas fermé en haut. 12 hommes y prennent place.
Sa fonction première était de servir de tracteur d'artillerie, en particulier pour le canon antichar M6 de 76,2mm.